# Get Back (Aice5單曲)
「Get Back」是Aice5的第1張單曲。2006年3月11日由STARCHILD發售。

## 概要
声優組合・Aice5的出道單曲。2006年3月11日舉辦的「STARCHILD DREAM in KOBE3rd」中先行發售，約2個月後在安利美特限定發售。沒有C/W曲收錄。

## 收錄曲
1. Get Back
作詞：牧穂エミ、作曲：大川茂伸、編曲：大川茂伸・酒井陽一
2. Get Back （off main vocal version）

## 收錄專輯
| 曲名     | 收錄專輯       | 發售日        |
| -------- | -------------- | ------------- |
| Get Back | 『Love Aice5』 | 2007年2月14日 |